# 阿里列沙·查漢巴殊
阿里列沙·查漢巴殊·吉兰德赫（波斯語：‌ علیرضا جهانبخش جیرنده；1993年8月11日—），是一名伊朗职业足球运动员，司职右边锋。現効力海倫芬。
他是伊朗国家队的队员之一，曾經代表国家队參加2014年世界杯、2018年世界杯和2022年世界杯。

## 俱樂部生涯

### 飛燕諾
2021年7月17日，飛燕諾宣布賈漢巴赫什與俱樂部簽訂了一份為期3年的合約，其中包含第四年的選項。

## 榮譽

### 球會
NEC奈梅亨
- 荷乙冠軍 : 2014-15

飛燕諾
- 荷甲冠軍 : 2022-23[4]
- 歐協聯亞軍 : 2021-22

### 個人
- 荷乙賽季最佳球員（金牛獎）：2014-15賽季
- 荷甲賽季最佳射手：2017-18賽季（21球）